# Dagwand
Die Dagwand war ein belgisches Flächen- und Feldmaß. Das Maß entsprach in der Größe einem Drittel eines Hektars. Die Fläche wurde mit einem Ochsen bespannten Pflug an einem Tag bearbeitet. 
- 1 Dagwar = zwischen 3,4 und 7,5 Ar

Regional verschieden:
- 1 Dagwand = 100 Stangen
  - 1 Aalster Vierkantstange = 30,7456 Quadratmeter
  - 1 Oudenaarder Vierkantstange = 35,84 Quadratmeter
- 1 Bunder = 4 Dagwand